# 鄭政恆
鄭政恆（CHENG Ching-hang Matthew，1981年—），香港作家、詩人、影評人、書評人。2013年獲得香港藝術發展獎年度最佳藝術家獎(藝術評論)。2015年參加美國愛荷華大學國際寫作計劃。現為香港電台《開卷樂》主持、《真論》總編輯、《聲韻詩刊》《方圓》編委、香港電影評論學會會長。

## 著作

### 評論集
- 《里爾克十論》（2024，香港石磬文化）
- 《左文右武中師父 ：劉家良功夫電影研究》（合著，2022，香港次文化堂）
- 《字與光：文學改編電影談》（2016，香港三聯書店）

### 散文集
- 《記憶散步》（2018，香港中華書局）

### 詩集
- 《記憶之中Recollections》（2018，Cerberus Press）
- 《記憶後書》（2016，香港匯智）
- 《記憶前書》（2007，香港三聯書店）

## 編輯

### 主編
- 《1921：自由與秩序》(2020，次文化堂出版)
- 《1920：爭自由的宣言》(2019，次文化堂出版)
- 《1919：五四運動的意義》(2019，次文化堂出版)
- 《1918：黑暗與光明的消長》(2018，次文化堂出版)
- 《沉默的回聲》(2017，德慧文化圖書有限公司出版)
- 《青春的一抹彩色——影迷公主陳寶珠：愛她想她寫她（評論集）》(2016，香港三聯書店出版)
- 《金庸：從香港到世界》(2016，香港三聯書店出版)
- 《也斯影評集》(2014，香港電影評論學會出版)
- 《痛苦中有歡樂的時代：五○年代香港文化》(2013，中華書局出版)
- 《五○年代香港詩選》(2013，中華書局出版)
- 《香港短篇小說選2004—2005》(2013，香港三聯書店出版)
- 《讀書有時3》(2014，次文化堂出版)
- 《讀書有時2》(2013，次文化堂出版)
- 《讀書有時》(2012，次文化堂出版)
- 《2011香港電影回顧》(2012，香港電影評論學會出版)

### 合編
- 《香港文學大系1950-1969：新詩卷二》(2020，香港商務印書館出版)
- 《香港粵語撐到底》(2018，次文化堂出版)
- 《變調：馬博良譯詩集》(2014，澳門故事協會出版)
- 《香港粵語頂硬上》(2014，次文化堂出版)
- 《澳港台八十後詩人選集》(2013，澳門故事協會及文化工房出版)
- 《也斯的五○年代──香港文學與文化論集》(2013，中華書局出版)
- 《長夜以後的故事──力匡短篇小說選》(2013，中華書局出版)
- 《自然旅遊創作──新界風物》(2013，香港教育圖書公司出版)
- Çağdaş Hong Kong Şiiri (Contemporary Hong Kong poetry，2013，土耳其Artshop Yayınları出版)
- 《香港文學與電影》(2012，公開大學出版社及香港大學出版社出版)
- 《香港當代作家作品合集選•小說卷》(2011，新加坡青年書局與香港明報月刊出版)
- 《香港文學的傳承與轉化》(2011，匯智出版)
- 《西新界故事》(2011，香港教育圖書公司出版)